# Saint-Germain (Alta Saona)
Saint-Germain è un comune francese di 1 340 abitanti situato nel dipartimento dell'Alta Saona nella regione della Borgogna-Franca Contea.

## Società

### Evoluzione demografica
Abitanti censiti